# Lino Battiston

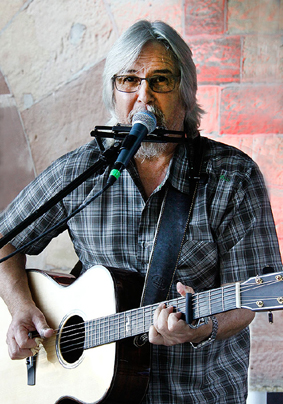
Lino Battiston auf den 4. Saarlouiser Festungstagen (2016)

Lino Battiston (* 1953 in Dillingen/Saar) ist ein deutscher Liedermacher, Gitarrist, Gitarrenlehrer und Buchautor.

## Leben und Werk
Lino Battiston wurde 1953 in Dillingen/Saar als Sohn eines italienischen Vaters und einer deutschen Mutter geboren. Im Alter von acht Jahren bekam er seinen ersten Gitarrenunterricht. Einige Jahre nach seiner Berufsausbildung zum Feinblecher begann er die freiberufliche Tätigkeit als Liedermacher, Gitarrist und Gitarrenlehrer. Seine ersten Lieder entstanden Mitte der 1980er Jahre, inspiriert durch gesellschaftspolitische Themen jener Zeit, in typischer Liedermachertradition. Neben den Liedern gehören auch mehrere Gitarreninstrumentals und Bücher zu seinem Werk. Lino Battiston lebt in Rehlingen-Siersburg, ist verheiratet und hat zwei Söhne.

## Diskografie
Alben
- 1986: Zwischen Traum und Wirklichkeit
- 1989: Lieder der Landstraße
- 1992: Ruhelos[1]
- 1994: Aufstand für Zwerge
- 1999: Provencia
- 2001: Horizonte
- 2008: Tage in der Provence

Singles
- 1987: St. Malo[2]

## Publikationen
- Tage in der Provence. Merziger, Merzig 2008, ISBN 978-3-938415-37-5
- Mit Rucksack und Gitarre. Auf dem Chemin de R. L. Stevenson durch die Cevennen. BoD, Norderstedt 2013, ISBN 978-3-7322-4343-3
- Gitarrenschule Saitenweise. BoD, Norderstedt 2014, ISBN 978-3-7322-9634-7.
Weiterführende Lehrhefte:

Die Begleitgitarre. BoD, Norderstedt 2014, ISBN 978-3-7322-9427-5
Die Fingerpicking-Gitarre. BoD, Norderstedt 2014, ISBN 978-3-7322-8481-8
Die Konzertgitarre. BoD, Norderstedt 2014, ISBN 978-3-7357-2135-8
Ich bin ein Musikante. BoD, Norderstedt 2014, ISBN 978-3-7322-9760-3
In der Weihnachtszeit. BoD, Norderstedt 2014, ISBN 978-3-7322-9777-1
- Wandersehnsucht reißt mir am Herzen. BoD, Norderstedt 2016, ISBN 978-3-7412-1912-2